# 出光佐千子
出光 佐千子（いでみつ さちこ、1973年 - ）は、日本の美術史家。青山学院大学文学部比較芸術学科教授（専門は日本美術史、美学）。博士 (美学)（甲種、慶應義塾大学、2007年）。出光美術館理事長・館長。古美術研究会顧問。

## 略歴

### 学歴
慶應義塾大学経済学部卒業。同大学大学院文学研究科美学美術学専攻博士後期課程修了。マンチェスター大学卒業。

### 職歴
2001年、東京国立博物館非常勤研究員補佐。2003年、英国・大英博物館日本部学芸員補佐。翌年、英国・セインズベリー日本部学芸員補佐。2007年、帰国して出光美術館学芸員。
2016年、青山学院大学文学部比較芸術学科准教授。2019年より出光美術館館長。2024年、青山学院大学文学部比較芸術学科教授に昇任。

## 家族
祖父に出光佐三（出光興産創業者）、父に出光昭介（出光興産名誉会長）。

## 著書
- 『出光佐三と仙厓 - 美にリードされてきた人生 - 』（ 國民會館、2019年2月）

### 博士論文
- 『池大雅の真景図論攷 - 中国名勝図における「真景」の分析 - 』（慶應義塾大学、博士（美学）、2007年）[4]

→『 池大雅 「真景」 論攷』（中央公論美術出版 2023年12月）

### 共著
- 『風俗絵画の文化学Ⅱ - 虚実をうつす機知 - 』（彬子女王、松本郁代との共著、思文閣出版、2012年03月）
- 『風俗絵画の文化学Ⅲ - 瞬時をうつすフィロソフィー-』（彬子女王、松本郁代との共著、思文閣出版、2014年11月）

### 共編
- 『風俗絵画の文化学 - 都市をうつすメディア - 』（松本郁代との共編、思文閣出版、2009年07月）

### 論文
- CiNii>出光佐千子
- J-Stage>出光佐千子